# バイキング (人工衛星)
バイキング（Viking）は、1986年2月22日に打ち上げられたスウェーデン初の人工衛星。1987年5月12日に運用終了。

## 概要
バイキング計画は宇宙機関であるスウェーデン国立宇宙委員会からの契約の元、スウェーデン宇宙公社が執り行った。バイキングの目的は、地球の磁気圏、電離圏における複雑なプラズマプロセスの科学的観測であった。またスウェーデンの衛星事業を発展させる目的も存在した。
形状は幅1.9m、高さ0.5m、8錐台形をしており、宇宙空間で長さ40mのアンテナを水平方向に4本、4mのアンテナを垂直方向に2本伸ばしている。打上げ時の重量は535.0 kgで、乾燥重量は286 kg。
1986年2月22日1時44分35秒（UTC）にSPOT 1のピギーバック衛星としてギアナ宇宙センターからアリアン1ロケットによって打ち上げられた。SPOTの展開後、バイキングは搭載していたアポジキックモーターによって極軌道に投入された。
バイキングは5種類の測定実験を行った。極地上空で、コイルアンテナを付けた長いブームを使い、プラズマ流や高エネルギー粒子を7台のセンサで調査した他、電界や磁場の測定、0~15kHzの低周波や10~500kHzの高周波、紫外線などの測定実験を行った。
非常に有用なデータが大量に収集され、オーロラが発生するしくみやサブストームのダイナミクス、磁気圏に向かう電離圏プラズマの放出、などといった研究に大いに貢献した。